# World Rally Championship (jeu vidéo)
World Rally Championship (abrégé WRC) est un jeu vidéo de course de rallye, développé par Evolution Studios, sorti en Europe en novembre 2001 sur PlayStation 2. C'est le premier jeu de rallye à posséder la licence officielle du championnat du monde des rallyes de la FIA, et également le premier jeu de la série WRC. Le jeu est basé sur la saison 2001 du championnat du monde des rallyes.

## Développement
Le jeu est dévoilé en avril 2000, sous l'appellation provisoire Evo Rally.